# Sport Club Corinthians Paulista (femenino)
El departamento de fútbol femenino del Sport Club Corinthians Paulista, o simplemente Corinthians, es un equipo de fútbol femenino profesional de Brasil, ubicado en la ciudad de São Paulo. Fue fundado como sección del club en 1997, reabriendo en 2016, tras siete años de interrupción. El equipo está afiliado a la Federação Paulista de Futebol y compite actualmente en la primera división del Brasileirão Femenino.

## Historia

### Antecedentes
Tras el cuarto lugar del equipo de fútbol olímpico brasileño en las olimpiadas de 1996, la Confederación Brasileña de Fútbol ánimo a Corinthians y a otros clubes deportivos a crear ramas femeninas. 
Fundado en 1997, el equipo de fútbol femenino del Sport Club Corinthians Paulista es uno de los más exitosos de América Latina en la actualidad. Sin embargo, pasó por varios períodos de inestabilidad, operando de manera irregular y siendo desactivado en el bienio 2008-09. Una de las principales jugadoras de la etapa inicial del equipo fue Milene Domingues, conocida como la "reina de las embaixadinhas", quien permaneció en el club desde 1997 hasta 2001, cuando se trasladó al fútbol europeo. 
Luego de 11 años, el Club formó su sección femenina para la temporada 2009. Cristiane Rozeira fue una de las primeras jugadoras con contrato profesional.

### Era Corinthians Audax
El deporte estuvo paralizado durante siete años hasta 2016, y durante este período otros equipos de fútbol de São Paulo, como Santos y São José, se mantuvieron competitivos y exitosos con títulos nacionales e internacionales. 
Con el éxito de los rivales y el potencial del deporte por explorar, el Corinthians anunció su regreso a la categoría el 27 de enero de 2016, a través de una asociación con Grêmio Osasco Audax, cuya sección femenina debutó en el Campeonato Paulista de 2015. El técnico Arthur Elias, que ya había sido campeón del Brasileirão con el Centro Olímpico en 2013, fue contratado para dirigir el equipo. Se confirmó el fichaje de las internacionales por Brasil, Letícia (conocida como Lelê) y Rafinha.La asociación duró dos años y estableció los primeros grandes logros del equipo. 
En 2016, el equipo fue campeón de la Copa do Brasil por primera vez y garantizó la clasificación para la Copa Libertadores Femenina de 2017. En esta competición, Corinthians Audax fue campeón, derrotando a Colo-Colo en la final a tanda de penaltis. Con el título, Corinthians igualó a Santos y el proprio Colo-Colo al ganar las Libertadores masculina y femenina. Poco tiempo después, el Corinthians anunció que su asociación con Audax terminaba, y que competirían en el Campeonato Brasileiro solos. Además, la Conmebol creó una regla que desde 2019, los clubes que participen en competencias internacionales deben dirigir solo su propio equipo.

### Gestión propia y consolidación
El Corinthians ganó el Campeonato Brasileño de Fútbol Femenino de 2018, derrotó a Rio Preto Esporte Clube por 5-0 en la final.
Con esto clasificó a la Copa Libertadores Femenina de 2019 y logró la obtención del título derrotando a Ferroviária en la final por 2-0. Corinthians volvería a ganar la Copa Libertadores en 2021 tras derrotar en la final a Independiente Santa Fe por 2 a 0.

### Cuadruplete y fin de la era Arthur Elias
En 2023, el club se convirtió en el primero en Brasil a ganar cuatro títulos en una misma temporada en esta modalidade: la Supercopa de Brasil, el Campeonato Brasileño, la Libertadores y el Campeonato Paulista.  También fue elegido el tercer mejor club del mundo por la IFFHS para ese año, nuevamente el mejor del continente americano.
En este año, el técnico Arthur Elias se despidió del comando del equipo, siendo elegido para hacerse cargo de la selección brasileña tras la destitución de Pia Sundhage. En su despedida, el técnico llevó al Corinthians a la victoria en la final de la Libertadores contra Palmeiras.  Rodrigo Iglesias dirigió el equipo de forma interina en la final paulista, ganando el título sobre el São Paulo, con un marcador global de 5 a 3.  Tras la finalización del campeonato del estado de São Paulo, el club anunció a Lucas Piccinato como nuevo entrenador del equipo. 

## Estadio

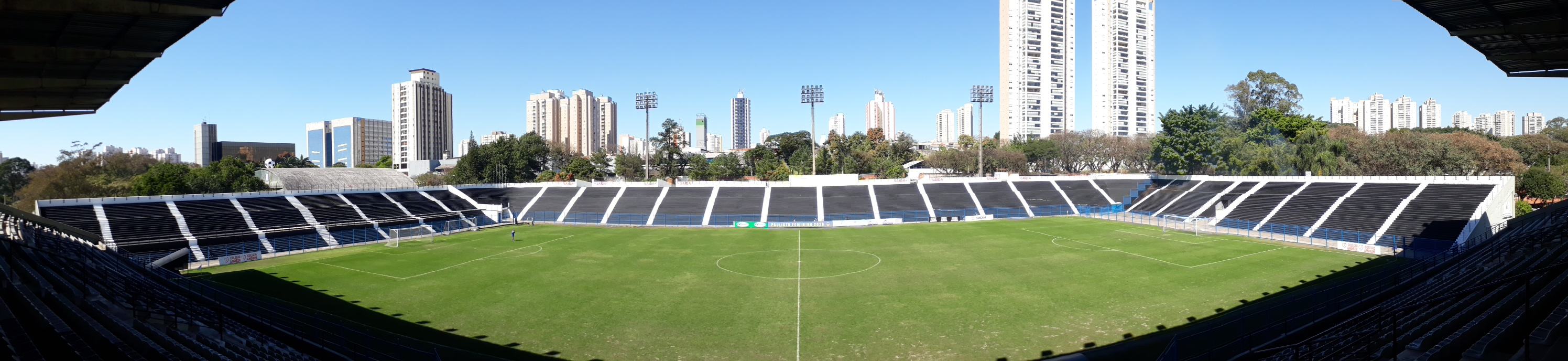
Estádio Alfredo Schürig

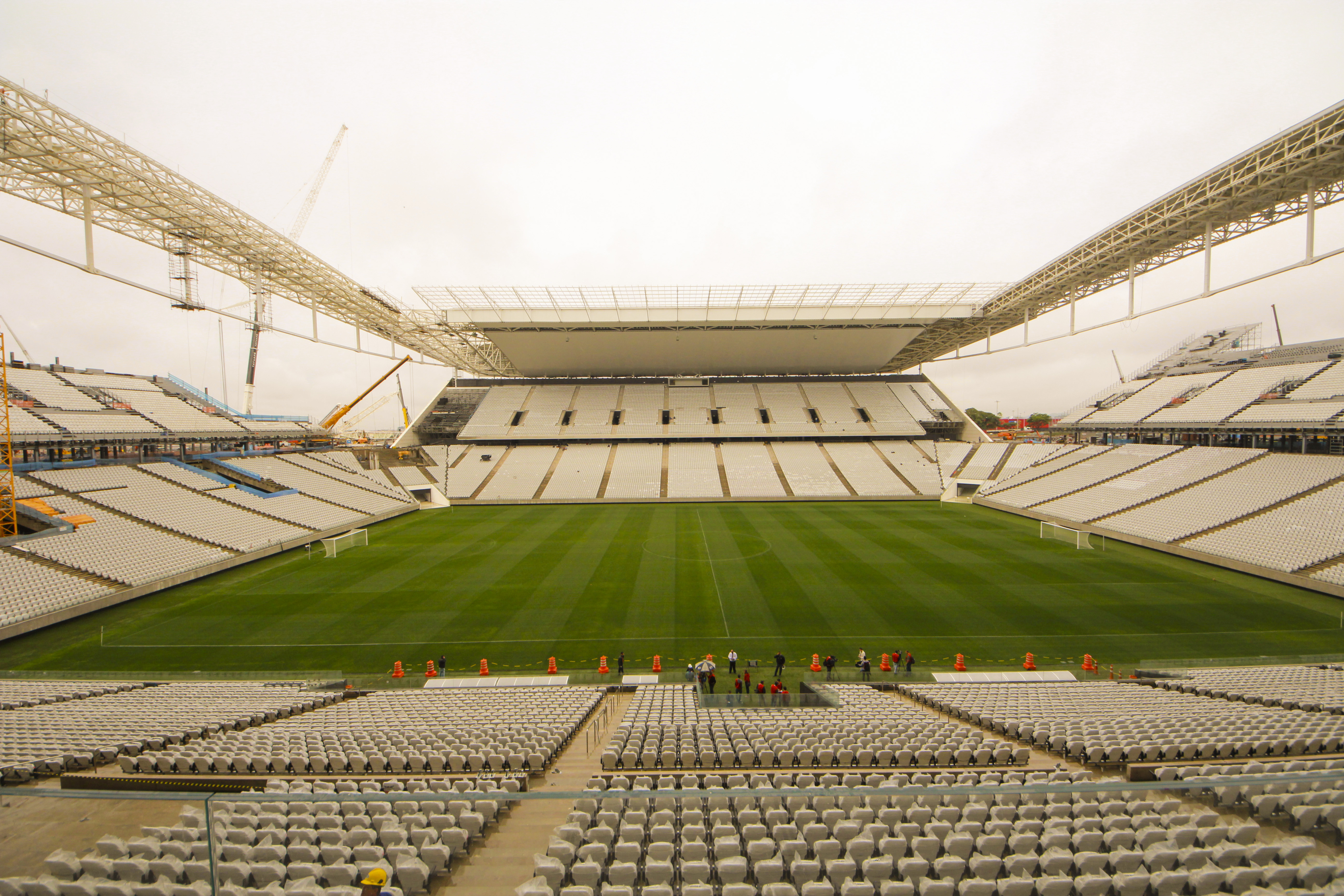
Neo Quimica Arena

El club disputa sus partidos de la primera division del Brasileirao Femenino en los estadios Neo Química Arena y el Estadio Alfredo Schürig.

## Directiva 2021
| Cargo                  | Nombre             |
| ---------------------- | ------------------ |
| Director deportivo     | Cristiane Gambare  |
| Director técnico       | Arthur Elias       |
| Asistente técnico      | Rodrigo Iglesias   |
| Analista de videos     | Bruno Faust        |
| 1.er Preparador Físico | Marcelo Rossetti   |
| 2.º preparador físico  | Karla Loureiro     |
| Entrenador de porteros | Edson Junior       |
| 1.er médico            | Dra. Taline Costa  |
| 2.º médico             | Dra. Paula Benayon |
| Fisiologista           | Ronaldo Kobal      |
| 1.er fisioterapeuta    | Renato Jorge       |
| 2.º fisioterapeuta     | Gustavo Nakaoka    |
| Utilero                | Sergio Aparecido   |
| Psicóloga              | Djara Fortes       |

## Jugadoras notables
La siguiente es una lista de los jugadores más notables que han jugado en el club.
| Extranjeras | Locales - Gabi Zanotti - Cristiane - Tamires - Fabi Simões - Poliana - Andressinha - Grazielle - Victória Albuquerque - Gabi Nunes - Geyse Ferreira - Érika - Monica Hickmann Alves - Adriana Leal |

## Entrenadores
| Entrenador      | Período       |
| --------------- | ------------- |
| Arthur Elias    | 2016-2023     |
| Lucas Piccinato | 2023-presente |

## Palmarés

### Títulos Estatales Oficiales (5)
| Competición Estatal                | Títulos                 | Subcampeonatos |
| ---------------------------------- | ----------------------- | -------------- |
| Campeonato Paulista Femenino (4/1) | 2018, 2020, 2021, 2023. | 2019, 2024.    |
| Copa Paulista (1/0)                | 2022.                   |                |

### Títulos Nacionales Oficiales (10)
| Competición Nacional                | Títulos                            | Subcampeonatos |
| ----------------------------------- | ---------------------------------- | -------------- |
| Campeonato Brasileño Femenino (6/2) | 2018, 2020, 2021, 2022, 2023, 2024 | 2017(1), 2019. |
| Copa de Brasil Femenino (1/1)       | 2016.(1)                           | 2015.(1)       |
| Supercopa de Brasil (3/0)           | 2022, 2023, 2024                   |                |
| (1) Como Corinthians Audax.         |                                    |                |

### Títulos internacionales oficiales (5)
| Competición Internacional        | Títulos                         | Subcampeonatos |
| -------------------------------- | ------------------------------- | -------------- |
| Copa Libertadores Femenina (5/0) | 2017(1), 2019, 2021, 2023. 2024 |                |
| (1) Como Corinthians Audax.      |                                 |                |